# Acalypha radicans
Acalypha radicans är en törelväxtart som beskrevs av Johannes Müller Argoviensis. Acalypha radicans ingår i släktet akalyfor, och familjen törelväxter. Inga underarter finns listade i Catalogue of Life.